# Бялобжеґі (Леґьоновський повіт)
Бялобжеґі (пол. Białobrzegi) — село в Польщі, у гміні Непорент Леґьоновського повіту Мазовецького воєводства.
Населення — 1207 осіб (2011).
У 1975-1998 роках село належало до Варшавського воєводства.

## Демографія
Демографічна структура станом на 31 березня 2011 року:
|          | Загалом | Допрацездатний вік | Працездатний вік | Постпрацездатний вік |
| -------- | ------- | ------------------ | ---------------- | -------------------- |
| Чоловіки | 575     | 110                | 409              | 56                   |
| Жінки    | 632     | 109                | 379              | 144                  |
| Разом    | 1207    | 219                | 788              | 200                  |